# Pałac w Piotrowicach (powiat legnicki)
Pałac w Piotrowicach – zabytkowy pałac  w Piotrowicach – wsi w Polsce, w województwie dolnośląskim,  w powiecie legnickim, w gminie Chojnów, na zachód od Chojnowa.

## Historia
Obiekt wybudowany w 1789 jest częścią zespołu pałacowego, w skład którego wchodzą jeszcze: dwie oficyny z końca XIX w.; stajnia z drugiej ćwierci XIX w.; stodoła i spichrz z 1879; obora, obecnie hotel, z trzeciej ćwierci XIX w.

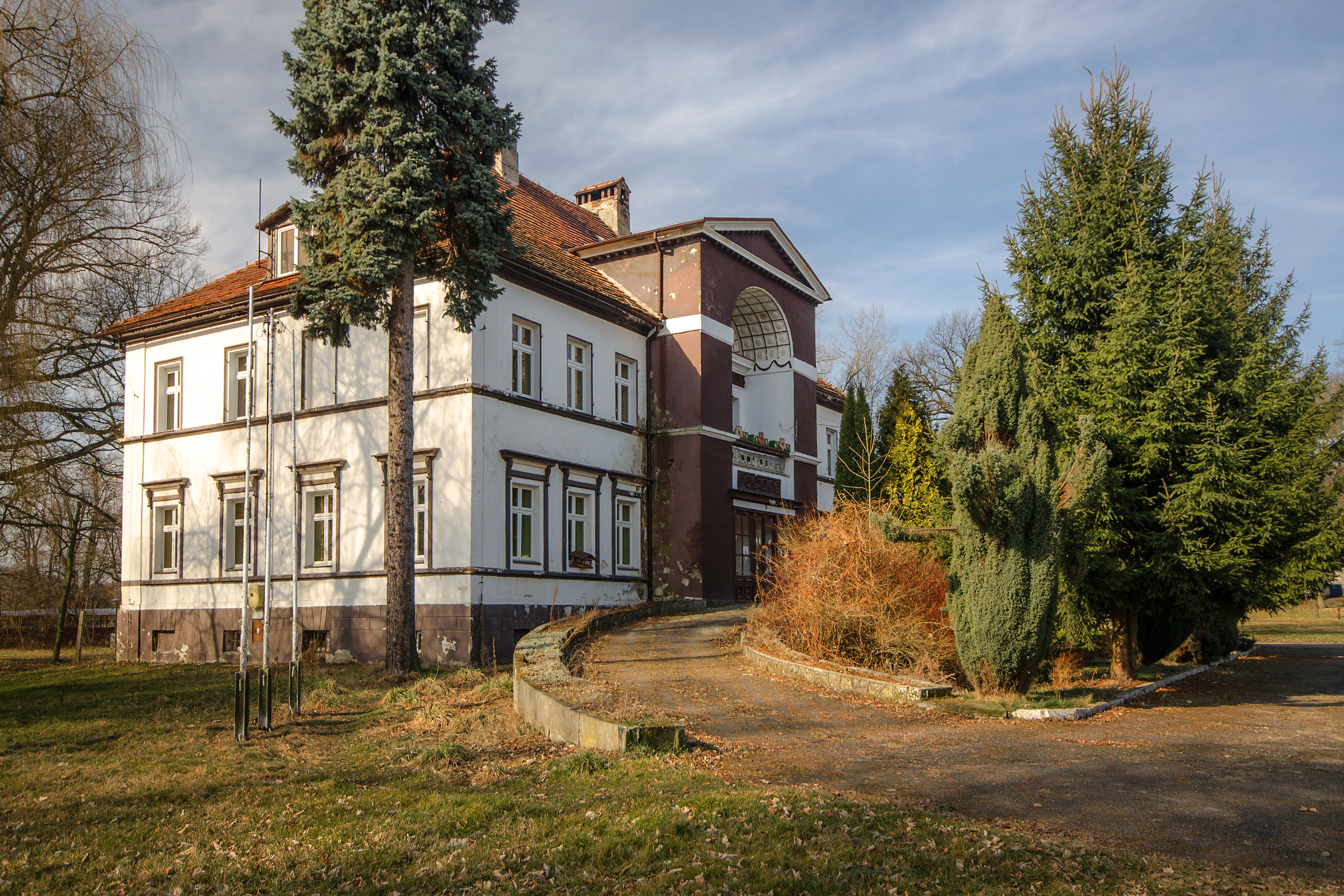
Pałac